# Terry Antonis
Eleftherios "Terry" Antonis (řecky Eλευθέριος Αντώνης; * 26. listopadu 1993, Bankstown, Austrálie) je australský fotbalový záložník a reprezentant řeckého původu, který působí v klubu PAOK FC.

## Klubová kariéra
Na seniorské úrovni hraje v Austrálii od léta 2010 v klubu Sydney FC.

## Reprezentační kariéra
Nastupoval za australské mládežnické reprezentační výběry U17 a U20.
V A-mužstvu Austrálie přezdívaného Socceroos debutoval v roce 2012.

S národním týmem Austrálie vyhrál domácí Mistrovství Asie v roce 2015. Nenastoupil však do žádného utkání na turnaji.